# Unitats que no formen part del SI però s'hi mencionen
El que segueix és una llista d'unitats que no es defineixen com a part del Sistema Internacional d'Unitats (SI) però s'hi mencionen, ja sigui perquè la Conferència General de Pesos i Mesures n'accepta l'ús com a múltiples o submúltiples d'unitats del SI, tenen una aplicació important arreu del món o s'utilitzen a bastament.

## Unitats acceptades oficialment per l'ús en el SI
| Nom                                                             | Símbol    | Quantitat                                    | Unitat del SI equivalent                        |
| --------------------------------------------------------------- | --------- | -------------------------------------------- | ----------------------------------------------- |
| Unitats molt utilitzades que s'espera que s'usin indefinidament |           |                                              |                                                 |
| minut                                                           | min       | temps (múltiple d'una unitat del SI)         | 1 min = 60 s                                    |
| hora                                                            | h         | temps (múltiple d'una unitat del SI)         | 1 h = 60 min = 3600 s                           |
| dia                                                             | d         | temps (múltiple d'una unitat del SI)         | 1 d = 24 h = 1440 min = 86400 s                 |
| grau                                                            | °         | angle pla (unitat adimensional)              | 1° = (π / 180) rad                              |
| minut d'arc                                                     | ′         | angle pla (unitat adimensional)              | 1′ = (1 / 60)° = (π / 10800) rad                |
| segon d'arc                                                     | ″         | angle pla (unitat adimensional)              | 1″ = (1 / 60)′ = (1 / 3600)° = (π / 648000) rad |
| hectàrea                                                        | ha        | àrea (múltiple d'una unitat decimal)         | 1 ha = 100 a = 10000 m² = 1 hm²                 |
| litre                                                           | l o L     | volum (múltiple d'una unitat decimal)        | 1 L = 1 dm³ = 0.001 m³ = 1000 cc = 1000 cm³     |
| tona                                                            | t         | massa (múltiple d'una unitat decimal)        | 1 t = 103 kg = 1 Mg                             |
| Unitats logarítmiques                                           |           |                                              |                                                 |
| neper                                                           | Np        | ràtio adimensional de quantitats de camp     | LF = ln(F / F0) Np                              |
|                                                                 |           | ràtio adimensional de quantitats de potència | LP = 1⁄2 ln(P / P0) Np                          |
| bel, decibel                                                    | B, dB     | ràtio adimensional de quantitats de camp     | LF = 2 log10(F / F0) B                          |
|                                                                 |           | ràtio adimensional de quantitats de potència | LP = log10(P / P0) B                            |
| Unitats amb valors determinats experimentalment                 |           |                                              |                                                 |
| electronvolt                                                    | eV        | energia                                      | 1 eV = 1,60217653(14)×10−19 J                   |
| unitat de massa atòmica dalton                                  | u Da      | massa                                        | 1 u = 1 Da = 1,66053886(28)×10−27 kg            |
| unitat astronòmica                                              | ua        | longitud                                     | 1 ua = 1,49597870691(6)×1011 m                  |
| Unitats naturals                                                |           |                                              |                                                 |
| unitat natural de velocitat (velocitat de la llum en el buit)   | c0        | velocitat                                    | 299.792.458 m / s (exacte)                      |
| unitat natural d'acció (constant de Planck reduïda)             | ħ         | acció                                        | 1,05457168(18)×10−34 J·s                        |
| unitat natural de massa (massa electrònica)                     | me        | massa                                        | 9,1093826(16)×10−31 kg                          |
| unitat natural de temps                                         | ħ / mec0² | temps                                        | 1,2880886677(86)×10−21 s                        |
| Unitats atòmiques                                               |           |                                              |                                                 |
| unitat atòmica de càrrega (càrrega elemental)                   | e         | càrrega elèctrica                            | 1,60217653(14)×10−19 C                          |
| unitat atòmica de massa (massa electrònica)                     | me        | massa                                        | 9,1093826(16)×10−31 kg                          |
| unitat atòmica d'acció (constant de Planck reduïda)             | ħ         | acció                                        | 1,05457168(18)×10−34 J·s                        |
| unitat atòmica de longitud, bohr (radi de Bohr)                 | a0        | longitud                                     | 0,5291772108(18)×10−10 m                        |
| unitat atòmica d'energia, hartree (energia de Hartree)          | Eh        | energia                                      | 4,35974417(75)×10−18 J                          |
| unitat atòmica de temps                                         | ħ / Eh    | temps                                        | 2,418884326505(16)×10−17 s                      |

## Unitats comunes que no han estat sancionades oficialment
| Nom                                 | Símbol | Quantitat | Unitat del SI equivalent                                                                           |
| ----------------------------------- | ------ | --------- | -------------------------------------------------------------------------------------------------- |
| àngstrom                            | Å      | longitud  | 1 Å = 0.1 nm = 10−10 m                                                                             |
| àrea                                | a      | àrea      | 1 a = 1 dam² = 100 m²                                                                              |
| barn                                | b      | àrea      | 1 b = 10−28 m²                                                                                     |
| bar                                 | bar    | pressió   | 1 bar = 10⁵ Pa                                                                                     |
| mil·libar                           | mbar   | pressió   | 1 mbar = 1 hPa = 100 Pa                                                                            |
| atmosfera                           | atm    | pressió   | 1 atm = 1013.25 mbar = 1013.25 hPa = 101.325 Pa exactament                                         |
| dina per centímetre quadrat (baria) | Ba     | pressió   | 1 Ba = 0.1 Pa = 0.1 N/m² = 100 g·cm−1·s−2                                                          |
| mil·límetre de mercuri              | mmHg   | pressió   | 1 mmHg = 133,322387415 Pa at 0 °C = 133,322387415 N/m2 at 0 °C = 133,322387415 kg·cm−1·s−2 at 0 °C |
| torr                                | Torr   | pressió   | 1 Torr = 133.322368421... Pa = 133.322368421... N/m² = 133.322368421... kg·cm−1·s−2                |